# 本亚明·托纽蒂
本亚明·托紐蒂（義大利語：Benjamin Toniutti，1989年10月30日—），意大利裔法國排球運動員。他在2015年開始效力於波蘭排球俱樂部ZAKSA肯傑任科茲萊。他也代表法國國家男子排球隊參賽，是法國國家隊的隊長，曾隨隊參加2016年夏季奧運。